# Historia del Caribe

Evolución política de América Central y el Caribe a partir de 1700 hasta el presente.

La historia del Caribe revela el papel significativo que la región jugó en las luchas coloniales de las potencias
europeas desde el siglo XV. En el siglo XX, el Caribe fue otra vez importante durante la Segunda Guerra Mundial, en la ola de la descolonización en el período de la posguerra, y en la tensión entre la Cuba comunista y los Estados Unidos (US). El genocidio, la esclavitud, la inmigración y la rivalidad entre potencias mundiales han dado a la historia caribeña un impacto desproporcionado al tamaño de esta pequeña región.

## El Caribe antes del contacto europeo
La evidencia más antigua de humanos en el Caribe está en el sur de Trinidad en Banwari Trace donde se han encontrado restos con 7000 años de antigüedad. Estos yacimientos precerámicos, que pertenecen a la edad arcaica (precerámica), han sido calificados de ortoiroides. La más temprana evidencia arqueológica de un asentamiento humano en La Española data alrededor del 3600 a. C., pero la fiabilidad de estos hallazgos está cuestionada. Fechas consistentes del 3100 a. C. aparecen en Cuba. Las fechas más tempranas en las Antillas Menores son del 2000 a. C. en Antigua. La falta de yacimientos precerámicos en las Islas de Barlovento y las diferencias en la tecnología sugieren que estos colonos arcaicos pueden tener orígenes centroamericanos. Es incierto si ocurrió una colonización ortoiroide de las islas, pero hay pocas evidencias.
Entre el 400 a. C. y el 200 a. C. los primeros agricultores que usaron cerámica, la cultura saladoide de estirpe arahuac, entraron en Trinidad desde América del Sur. Se expandieron por debajo del río Orinoco hasta Trinidad, y entonces se extendieron rápidamente hasta las islas del Caribe. Algún tiempo después del 250 EC otro grupo, los  barranoides, entraron en Trinidad. La sociedad barrancoide desapareció a lo largo del Orinoco alrededor del 650 y otro grupo, los arauquinoides (identificados como pueblos que hablaban lenguas arawak), se expandieron en estas áreas y hasta la cadena del Caribe. Alrededor del 1300 un nuevo grupo, los mayoides (presumiblemente pueblos que hablaban lenguas caribes) entraron en Trinidad y permanecieron como la cultura dominante hasta la colonización española.
En el momento del descubrimiento europeo de la mayoría de las islas del Caribe, tres principales pueblos indígenas vivían en las islas: los taínos en las Antillas Mayores, las Bahamas y las Islas de Sotavento; los caribes isleños y los galibis en las Islas de Barlovento; y los siboneys en el oeste de Cuba. Los taínos están subdivididos en taínos clásicos, que ocuparon La Española y Puerto Rico, taínos occidentales, que ocuparon Cuba, Jamaica y el archipiélago bahameño, y los taínos orientales, que ocuparon las Islas de Sotavento. Trinidad estuvo habitada por grupos tanto de habla Caribe como arahuaca.

## La era colonial

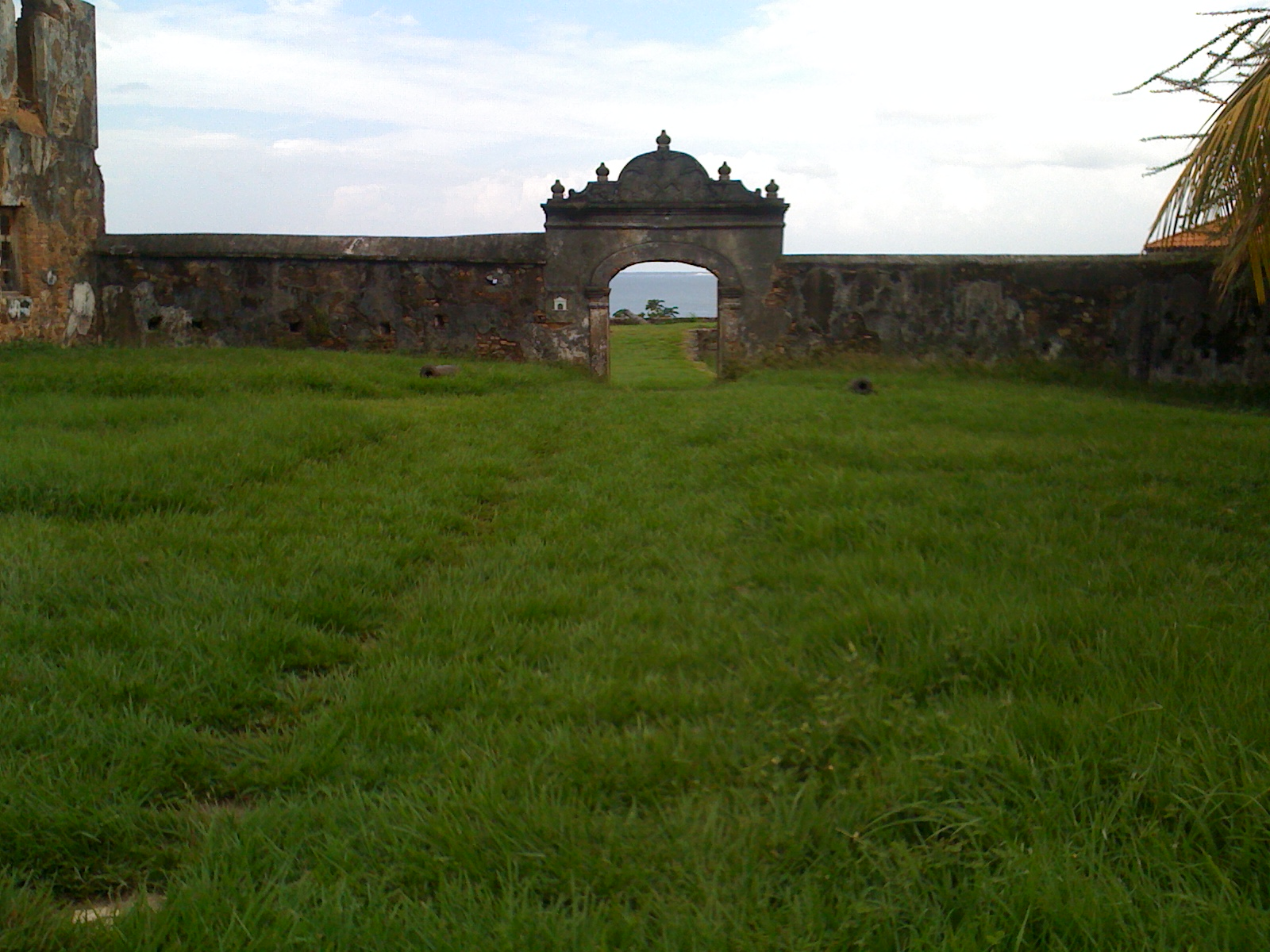
Fortaleza de Santa Bárbara en Trujillo, Honduras. Una de las fortalezas españolas más antiguas del Caribe.

Cristóbal Colón fue el primer explorador europeo en viajar a América[cita requerida], pero pronto, barcos tanto portugueses como españoles empezaron a reclamar territorios en América central y Sudamérica. Estas colonias trajeron oro, y otras potencias europeas, más concretamente Inglaterra, los Países Bajos, y Francia, esperaron establecer sus propias colonias rentables. Las rivalidades coloniales hicieron del Caribe un lugar para las guerras europeas por siglos.

### Conquista española
Durante el primer viaje del explorador Cristóbal Colón, enviado por la corona de Castilla (uno de los reinos que había en la península ibérica), hizo en 1492-1493 contacto con los Lucayanos en las Bahamas y los Taínos en Cuba y la costa norte de Hispaniola. A partir de ese momento los castellanos iniciaron la explotación económica y la conquista militar de las Antillas y de las costas continentales del mar Caribe.

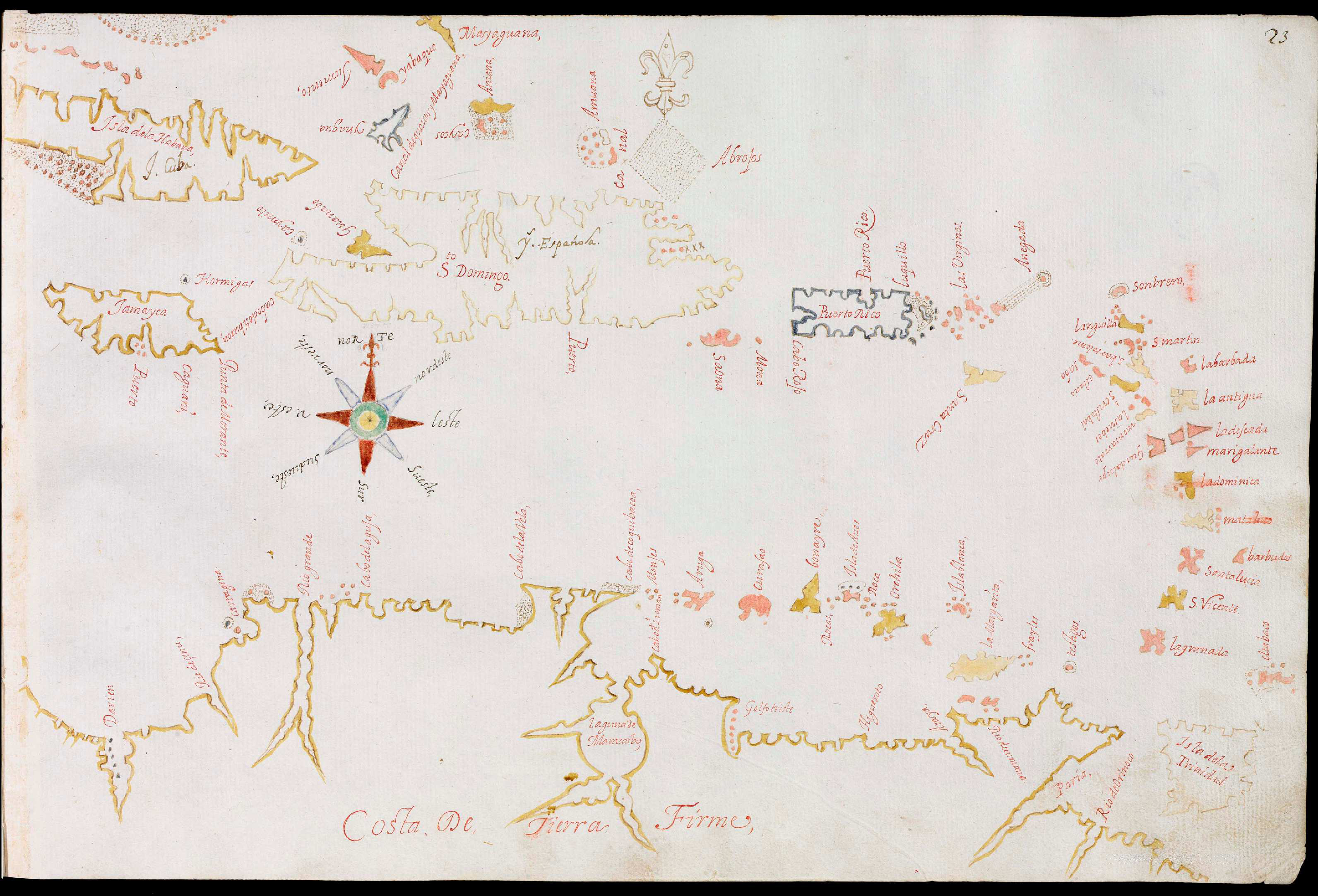
Mapa español del Caribe de 1632.

Hasta 1898 Puerto Rico y Cuba (e islas aledañas) pertenecieron a España

### Otros poderes europeos

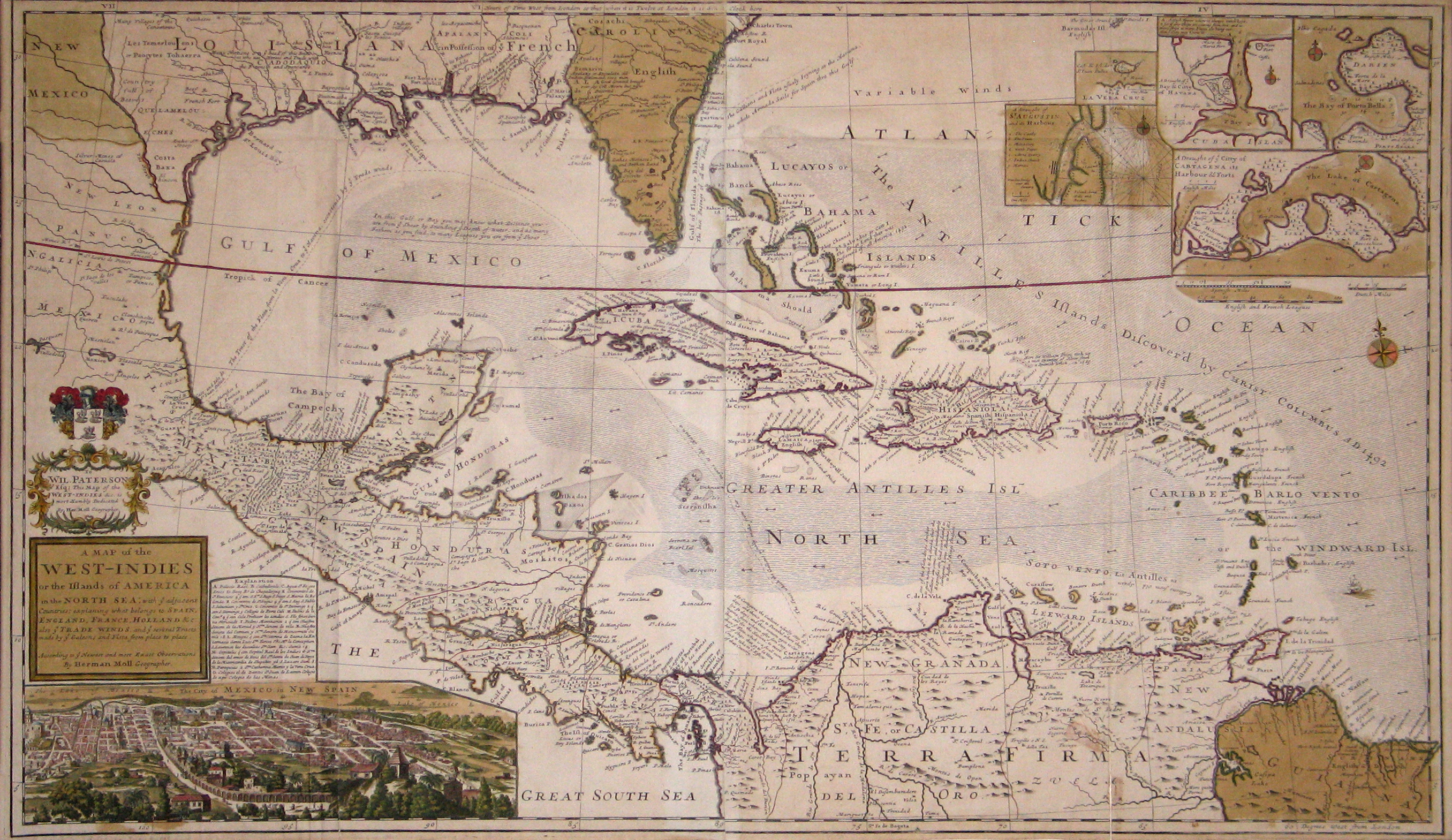
Herman Moll, Map of the West-Indies, c. 1715

Los otros poderes europeos establecieron una presencia en el Caribe luego de que el Imperio español declinó, en parte debido a la reducida población nativa de la zona europea.
- Francis Drake fue un corsario inglés que atacó muchos barcos y fortalezas españolas en el Caribe, incluyendo la bahía San Juan en 1595. Su más célebre empresa en el Caribe fue la captura del Convoy de la Plata en el poblado de Nombre de Dios en marzo de 1573.

- La colonización británica de las Bermudas comenzó en 1612. La colonización de las Indias Occidentales Británicas comenzó en 1623 con San Cristóbal y Barbados en 1627. El primero fue utilizado como base para la colonización británica de la vecina Nevis, Antigua, Montserrat, Anguila y Tórtola, la cual se utilizaba como base para la colonización de las Islas de Barlovento y el resto de la zona del Caribe.

- También se inició la colonización francesa en San Cristóbal, los británicos y los franceses dividieron la isla entre ellos en 1625. Se utilizó como base para colonizar la mayor Guadalupe (1635) y Martinica (1635), pero se perdió por completo para Gran Bretaña en 1713.

- El almirante inglés William Penn ocupó la Jamaica española en 1655, y permaneció bajo dominio británico durante más de 300 años.

- El Caribe es conocido también por los piratas, sobre todo entre 1640 y 1680. El término "bucanero" se usa a menudo para describir a los piratas que operan en esta región.

- En 1697 los españoles cedieron el tercio occidental de La Española (Haití) a Francia. Francia también celebró el control de Tortuga.

- Los Países Bajos se hicieron cargo de Saba, San Martín, San Eustaquio, Curazao, Bonaire, Aruba, Tobago, Santa Cruz, Tórtola, Anegada, Virgen Gorda, Anguilla y por un corto período de Puerto Rico, las llamadas Indias Occidentales Neerlandesas, en el siglo XVII. En la actualidad poseen las Antillas Neerlandesas

- Los daneses dominaron en primer lugar, sobre todas las Islas Vírgenes de los Estados Unidos desde 1672, la venta de la soberanía sobre estas Indias Occidentales Danesas en 1917 a los Estados Unidos es todavía vigente
- Los suecos controlaron las islas de Saint-Barthélemy y Guadalupe las cuales fueron cedidas a Francia en 1878 y 1814
- Los curlandeses (vasallos de República de las Dos Naciones) fundaron en la isla Tobago: Nueva Curlandia entre 1654 y 1689 el cual fue vendido (aunque se siguió eligiendo gobernadores hasta 1795)
- Los prusianos (SIRG) obtuvieron la Isla de Peter, así como alquilaron parte de Santo Tomás de Dinamarca-Noruega; además acordaron dividir Tobago con Curlandia.
- los alemanes tuvieron el proyecto del Caribe alemán (el cual nunca se aplicó),otro intento fue el Cayo Ernest Thaelmann,pero no hubo un traspaso formal de la soberanía de Cuba a la República Democrática Alemana.
- los toscanos (italianos) tuvieron la tentativa de fundar una colonia en la actual Guayana Francesa,junto con las islas caribeñas aledañas; debido a la muerte de Fernando I de Médici es que no se realizó.

### Impacto del colonialismo en el Caribe
La explotación del paisaje del Caribe se remonta a los conquistadores españoles alrededor del 1600 que buscaban minas de oro en las islas para llevarlo a España.he El más significativo desarrollo fue cuando Cristóbal Colón escribió a España diciendo que las islas eran óptimas para la explotación de azúcar. La historia de la dependencia agrícola del Caribe está estrechamente vinculada con el colonialismo europeo, que modificó el potencial financiero de la región mediante la introducción de un sistema de plantaciones. A mediados del siglo XVIII el azúcar era la importación británica más grande que hizo al Caribe mucho más importante como colonia. En el "Nuevo Mundo" se establecieron plantaciones a fin de cumplir con las crecientes necesidades del "Viejo Mundo". Las plantaciones de azúcar se han construido con la intención de exportar el azúcar de vuelta a Gran Bretaña, por lo que los británicos no necesitaron estimular la demanda local del azúcar con los salarios. Un sistema de esclavitud fue adaptado, ya que permitió a los colonizadores tener una abundante fuerza de trabajo con poca preocupación acerca de la disminución de la demanda de azúcar. En el siglo XIX los salarios fueron finalmente introducidos con la abolición de la esclavitud. El nuevo sistema sin embargo, fue similar al anterior en que se basaba en capital blanco y mano de obra de color. Un gran número de trabajadores no calificados fueron contratados para realizar tareas repetidas, y era muy difícil para estos trabajadores a abandonar y seguir cualquier otro empleo no agrario. A diferencia de otros países, donde había una opción urbana para encontrar trabajo, los países del Caribe han invertido dinero en la agricultura y carecen de cualquier base industrial básica. Las ciudades que existen ofrecen pocas oportunidades a los ciudadanos y casi nada a los trabajadores no calificados que habían trabajado en la agricultura toda su vida. Los productos elaborados no beneficiaron a los países, ya que se vendieron al ocupante colonial comprador que controlaba el precio de los productos que se vendieron. Esto dio lugar a muy bajos salarios, sin posibilidades de crecimiento ya que las naciones ocupantes no tenían intención de vender los productos a un precio más elevado a sí mismas. El resultado de esta explotación económica era una dependencia de plantación que vio las naciones caribes poseer una cantidad grande de obreros no calificados capaces de realizar tareas agrícolas y no mucho más. Después de muchos años de la regla colonial las naciones también no vieron ninguna ganancia traída en su país ya que la producción de azúcar fue controlada por los gobernadores coloniales. Esto dejó a las naciones caribeñas con poco capital para invertir hacia realzar cualquier futura industria a diferencia de naciones europeas que se desarrollaban rápidamente y se separaban tecnológicamente y económicamente de la mayoría de las naciones empobrecidas del mundo.

### Guerras
La región caribeña fue rasgada por la guerra a lo largo de la mayor parte de la historia colonial, pero las guerras estaban a menudo basadas en Europa, con sólo batallas menores luchadas en el Caribe. Algunas guerras, sin embargo, nacieron de la confusión política en el mismo Caribe.
- La guerra de los Treinta Años entre los Países Bajos y España.
- La primera, segunda, y tercera guerra anglo-holandesa fueron batallas por la supremacía.
- La guerra de los Nueve Años entre las potencias europeas.
- La guerra de sucesión española (Nombre europeo) o la guerra de la Reina Ana (Nombre británico) engendró una generación de algunos de los piratas más infames.
- La guerra del Asiento (o La guerra de sucesión austríaca), España y Gran Bretaña lucharon sobre derechos comerciales; Gran Bretaña invadió la Florida española, siendo finalmente derrotada, a pesar de su aplastante superioridad numérica, por el héroe español Blas de Lezo al atacar la armada británica Cartagena de Indias, en la actual Colombia.
- La guerra de los Siete Años (nombre europeo) o guerra franco-india (nombre americano) fue la primera "guerra mundial" entre Francia, su aliado España, y Gran Bretaña. Francia fue derrotada y quiso dejar todo el Canadá para guardar unas islas muy provechosas de caña de azúcar en el Caribe. Gran Bretaña tomó La Habana hacia el final, y cambió aquella ciudad sola por toda Florida en el Tratado de París en 1763.
- La Revolución estadounidense vio flotas británicas y francesas luchar en el Caribe otra vez. La independencia americana fue asegurada por las victorias navales francesas en el Caribe.
- La Revolución francesa tuvo en cuenta la creación de la República de Haití.
- Las Guerras de independencia hispanoamericanas fueron una serie de conflictos armados que se desarrollaron en las posesiones españolas en América continental y el Caribe a principios del siglo XIX, en los cuales se enfrentaron grupos independentistas contra autoridades virreinales y los fieles a la Corona española. Después de perder El Callao en enero de 1826, los únicas territorios dominados por los españoles en América eran Cuba, Santo Domingo y Puerto Rico.
- La guerra hispano-estadounidense terminó con el control español de Cuba y Puerto Rico y anunció el período de dominio americano de las Antillas.

## Independencia

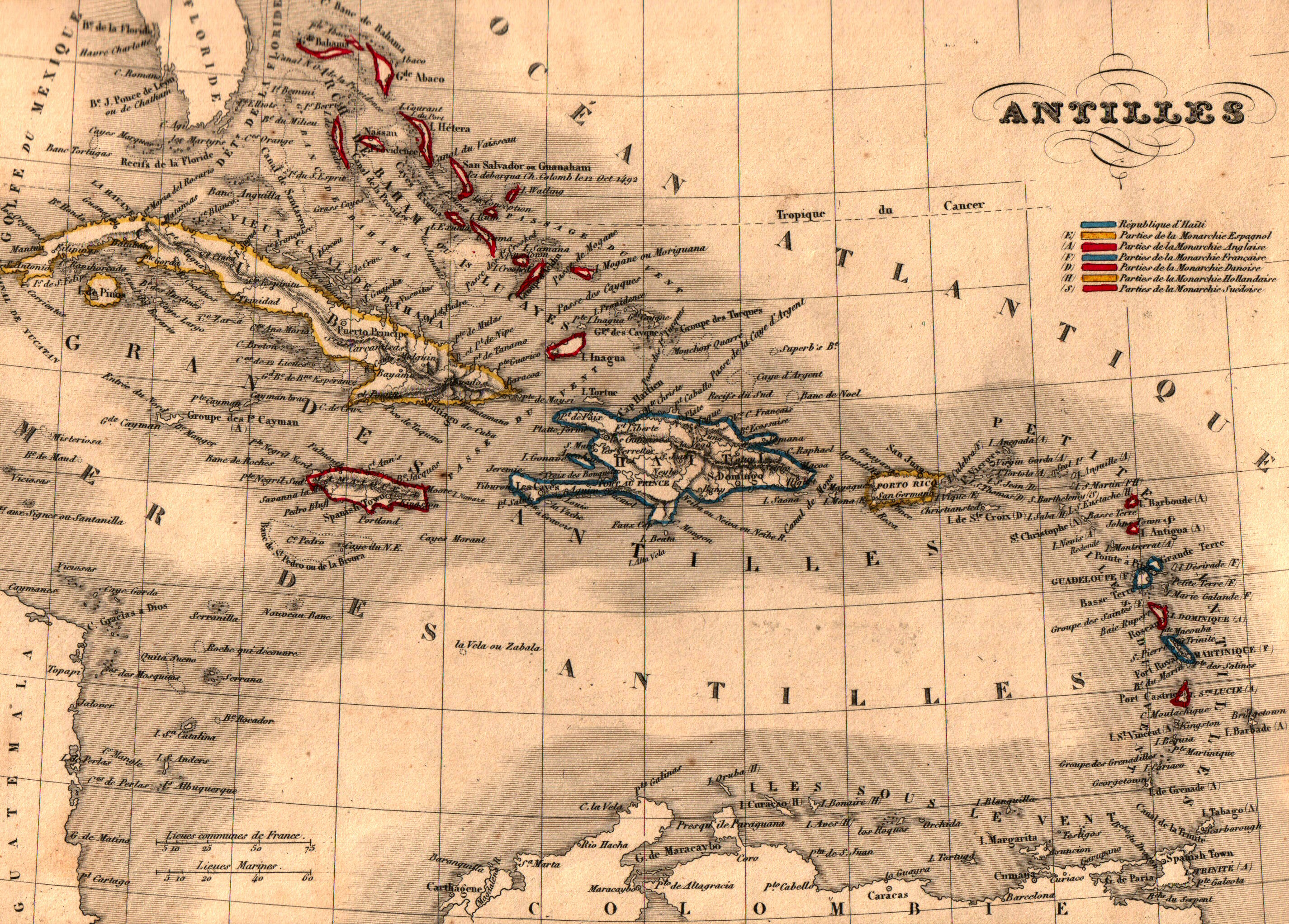
Mapa de las Antillas / El Caribe en 1843.

Haití, la antigua colonia francesa de Saint-Domingue en La Española, fue la primera nación caribeña en independizarse de las potencias europeas cuando en 1791, una rebelión de esclavos que llegó a ser la Revolución haitiana bajo el mandato de Toussaint Louverture Haití se estableció como una república negra libre hacia 1804. Haití llegó a ser la república negra más antigua, y la segunda república más antigua del Hemisferio occidental,después de los Estados Unidos. Las dos terceras partes restantes de La Española fueron conquistadas por fuerzas haitianas en 1822. En 1844, la recién formada República Dominicana declaró su independencia de Haití.
Algunas naciones caribeñas se independizaron de las potencias europeas en el siglo XIX. Algunos estados más pequeños son todavía dependencias de poderes europeos el día de hoy. Cuba siguió siendo una colonia española hasta la guerra hispano-estadounidense.
Entre 1958 y 1962 la mayor parte del Caribe controlada por los británicos se convirtió en la Federación de las Indias Occidentales antes de que se separara en muchas naciones.

## Relaciones con Estados Unidos
Desde la doctrina Monroe, los Estados Unidos ganaron una influencia principal en la mayoría de las naciones caribeñas. En la parte temprana del siglo XX, esta influencia fue ampliada por la participación en las guerras bananeras. Las áreas fuera del control británico o francés se hicieron conocidas en Europa como "el Imperio tropical de América". 
La victoria en la guerra hispano-estadounidense y la firma de la enmienda Platt en 1901 aseguró que los Estados Unidos tendrían el derecho de interferir en asuntos políticos y económicos cubanos, militarmente si es necesario. Tras la Revolución cubana de 1959 las relaciones se deterioraron rápidamente llevando a la bahía de Cochinos, la crisis de los misiles en Cuba y los sucesivos intentos por desestabilizar la isla. Los EE. UU invadieron y ocuparon La Española (actuales República Dominicana y Haití) por 19 años (1915-34), posteriormente dominando la economía haitiana a través de la ayuda y reembolsos de préstamos. Los EE. UU invadieron Haití otra vez en 1994 y en 2004 fueron acusados por la CARICOM de arreglar un golpe de Estado para remover al recién electo líder haitiano Jean-Bertrand Aristide. 
En 1965, se enviaron 42,000 tropas estadounidenses a la República Dominicana para sofocar un levantamiento local contra el gobierno militar. El presidente Lyndon Johnson había ordenado la invasión contuviera lo que él reclamó era "una amenaza comunista", sin embargo la misión pareció ambigua y fue rotundamente condenada en todas partes del hemisferio como una vuelta a la Diplomacia de cañonero. En 1983 los EE. UU. invadieron Granada para quitar al líder izquierdista populista Maurice Bishop. Los EE. UU mantienen una base militar naval en Cuba en la bahía de Guantánamo. La base es uno de cinco comandos unificados cuya "área de responsabilidad" es América Latina y el Caribe. El comando tiene sede en Miami, en un edificio de oficinas de Florida.
Como un brazo de la red económica y política de América, la influencia de los Estados Unidos se estira más allá de un contexto militar. En términos económicos, los Estados Unidos representa un mercado primario para la exportación de bienes caribeños. En particular, se trata de una tendencia histórica reciente. La posguerra refleja un momento de transición para la cuenca del Caribe cuando, como las potencias coloniales trataron de separar la región (como parte de una tendencia más amplia de descolonización), los EE. UU. comenzaron a expandir su hegemonía en toda la región. Este patrón es confirmado por las iniciativas económicas, como la Iniciativa de la Cuenca del Caribe (CBI), que trató de congelar alianzas con la región a la luz de una supuesta amenaza soviética. La CBI es el surgimiento de la cuenca del Caribe como un área geopolítica de interés estratégico para los EE. UU. Esta relación se ha llevado hasta el siglo XXI, como se refleja en la Ley de Asociación Comercial de la Cuenca del Caribe. La Cuenca del Caribe también es de interés estratégico en lo que respecta a las rutas comerciales, se ha estimado que casi la mitad de la carga exterior de EE. UU. y las importaciones de petróleo crudo se importan a través de las vías de navegación del Caribe. En tiempo de guerra, estas cifras sólo pueden aumentar. Es importante señalar que los EE. UU. también es de interés estratégico para el Caribe. La política exterior del Caribe busca fortalecer su participación en una economía de libre mercado. Como ampliación de esto, los estados del Caribe no desean ser excluidos de su principal mercado en los EE. UU., o ser omitidos en la creación de "bloques hemisféricos comerciales más amplios", que pueden alterar drásticamente el comercio y la producción en la Cuenca del Caribe. Como tal, los EE. UU desempeñan un papel influyente en la formación del rol del Caribe en este mercado hemisférico. Igualmente, la construcción de relaciones con el país del norte siempre figuraba fuertemente con el objetivo político de la seguridad económica en estados del Caribe postindependencia.

## Otras lecturas
- de Kadt, Emanuel, (editor). Patterns of foreign influence in the Caribbean, London, New York, published for the Royal Institute of International Affairs by Oxford University Press, 1972.
- Kurlansky, Mark. 1992. A Continent of Islands: Searching for the Caribbean Destiny. Addison-Wesley Publishing.
- Klooster, Wim, Illicit riches. Dutch trade in the Caribbean, 1648-1795, 1998 KITLV